# Adolfo Augusto Olinto
Adolfo Augusto Olinto foi Ministro do Supremo Tribunal Federal de 8 de setembro de 1897 a 12 de agosto de 1898.
Nascido em Minas Gerais, conseguiu em 1864 o grau de bacharel em direito pela Faculdade de Direito de São Paulo. Foi juiz em Tamandaré, Pernambuco, e na sua província natal, atuando em Itajubá e em Rio das Mortes. Sucedeu Joaquim Antunes de Figueiredo Júnior, também mineiro, no Supremo Tribunal Federal.